# غييرمو ماريبان
غييرمو ألفونسو ماريبان لاويسا (بالإسبانية: Guillermo Alfonso Maripán Loaysa)‏ هو لاعب كرة قدم تشيلي في مركز قلب الدفاع ولد في يوم 6 مايو 1994 في سانتياغو عاصمة تشيلي. يلعب حالياً مع نادي موناكو وسبق له اللعب مع ديبورتيفو ألافيس ونادي أونيفرسيداد كاتوليكا. في سنة 2017 بدأ باللعب مع منتخب تشيلي لكرة القدم ويبلغ طوله 193.